# Орза (Палермо)
Орза је насеље у Италији у округу Палермо, региону Сицилија.
Према процени из 2011. у насељу је живело 135 становника. Насеље се налази на надморској висини од 9 м.